# Дзьобничка
Дзьобничка (Rhynchostegiella) — рід мохів родини Brachytheciaceae.
Рід має космополітичне поширення.
Види:
- Rhynchostegiella acicula Broth.
- Rhynchostegiella algiriana